# Kim Na-young
Kim Na-young en hangul, 김나영; en hanja, 金娜怜; romanización revisada, Gim Na-yeoung; McCune-Reischauer, Kim Nayŏng; Chuncheon, Corea del Sur, 8 de diciembre de 1980) es una personalidad de televisión, comediante y fashionista surcoreana. Participó en el programa We Got Married.

## Vida personal
El 27 de abril de 2015, Kim se casó con su prometido no-celebridad en una ceremonia privada en Jeju. Sin embargo, su marido fue detenido en noviembre de 2018 por presunta violación de la ley sobre el mercado de capitales y la inversión financiera. Supuestamente se embolsó unos 22.300 millones de wones (19.69 millones de dólares) de 1063 víctimas mientras dirigía una empresa de inversión no autorizada. En enero de 2019, pocos meses después de la detención de su marido, Kim anunció en su canal de YouTube que se separaría de él. Tuvo dos hijos con su marido.
El 16 de diciembre de 2021, se informó de que Kim mantenía una relación con el pintor Mai Q, desde noviembre del mismo año.

## Filmografía

### Programas de televisión
| Título                            | Año     | Cadena    | Nota(s)                                          |
| --------------------------------- | ------- | --------- | ------------------------------------------------ |
| We Got Married                    | 2009    | MBC       | con Lee Seok-hoon                                |
| We Got Married                    | 2011    | MBC       | Comentarista                                     |
| English King Korea                | 2012    | SBS       | Concursante                                      |
| English King Korea                | 2012    | SBS       | con Jake Lee, Geun-chul y Canadian Kelly Frances |
| Vitamin                           | 2013    | KBS       | Panelista                                        |
| Fashion King Korea                | 2013    | SBS       | Concursante                                      |
| Kim Nayoung's 10,000 Like         | 2014    | insite TV | Presentadora                                     |
| Battle Trip                       | 2017    | KBS       | Concursante con Lee Hyun-yi                      |
| King of Mask Singer               | 2017    | MBC       | Concursante                                      |
| Stars' Top Recipe at Fun-Staurant | 2019    | KBS       | Elenco/Chef                                      |
| Honki Club                        | 2021    | JTBC      | Elenco                                           |
| Magic Wardrobe                    | 2021-22 | JTBC      | Presentadora                                     |
| Bride X Club                      | 2021    | JTBC      | Mánager                                          |
| Dads from across the water        | 2022    | MBC       | Presentadora                                     |